# La voz de las calles
La Voz de las Calles es un poema sinfónico creado el año 1920 por el compositor chileno Pedro Humberto Allende, con dedicatoria a su padre Juan Rafael Allende.

## Estructura
Allende utiliza seis pregones populares: Pregón1 –Tema conductor– no identificado por Allende; Pregón 2, “Botellas que venda botellas”; Pregón 3, “Calentito el Motemei”; Pregón 4, “Traigo pera y durazno, me compra pera y durazno”; Pregón 5, “A las de horno, como fuego, con pasa aceituna y huevo”; y finalmente Pregón 6, “Quiere huevo, los limones agrios, las brevas fresquitas, las brevas”. Estos pregones devienen en un material temático que sólo es moderadamente elaborado en las zonas transitivas (puentes) de la obra. En general, los diseños melódicos de los pregones no son alterados y sólo cambia su sustento armónico, de modo de conseguir algún grado de elaboración sin alterar el perfil melódico, procedimiento que podemos encontrar en la música de Claude Debussy, por ejemplo.
Todos los pregones están insertos en un sistema de escala modal, en especial, aquellos codificados y utilizados en la modalidad sacra renacentista.

## Estreno y Grabaciones
La obra fue presentada el año 1920 en el Teatro de la Unión (Santiago)y actualmente se conservan tres registros históricos de su interpretación:
- (1960) Orquesta Sinfónica de Chile, Dir. Luis Herrera de la Fuente.
- (1978 y 1985) Orquesta Sinfónica de Chile, Dir. Víctor Tevah.

Las últimas dos incluidas en el LP Antología de la Música Chilena (1978), y en los CD Música del Sur del Mundo(1998) y Música Chilena del siglo XX (2001). También fue editada en partitura por el Conservatorio Nacional en 1928.